# Winooski
Pour la rivière, voir Winooski (rivière).
La ville de Winooski (en anglais [wɪˈnuːski]) est située dans le comté de Chittenden, dans l’État du Vermont, aux États-Unis. Lors du recensement de 2010, elle comptait 7 267 habitants. Elle fait partie d’une aire urbaine comprenant les villes de South Burlington et Burlington.

## Étymologie
Le mot winooski provient de la langue des Abénaquis et signifie « ici poussent les oignons sauvages ».

## Histoire
Au début des années 1770, Ira Allen construisit un fortin sur la rivière Winooski, qui servit de fort, magasin général et bureau pour la Onion River Company. Le fortin ne fut jamais utilisé comme défense, mais sa présence augmenta la valeur de la propriété et la promotion de colonisation.

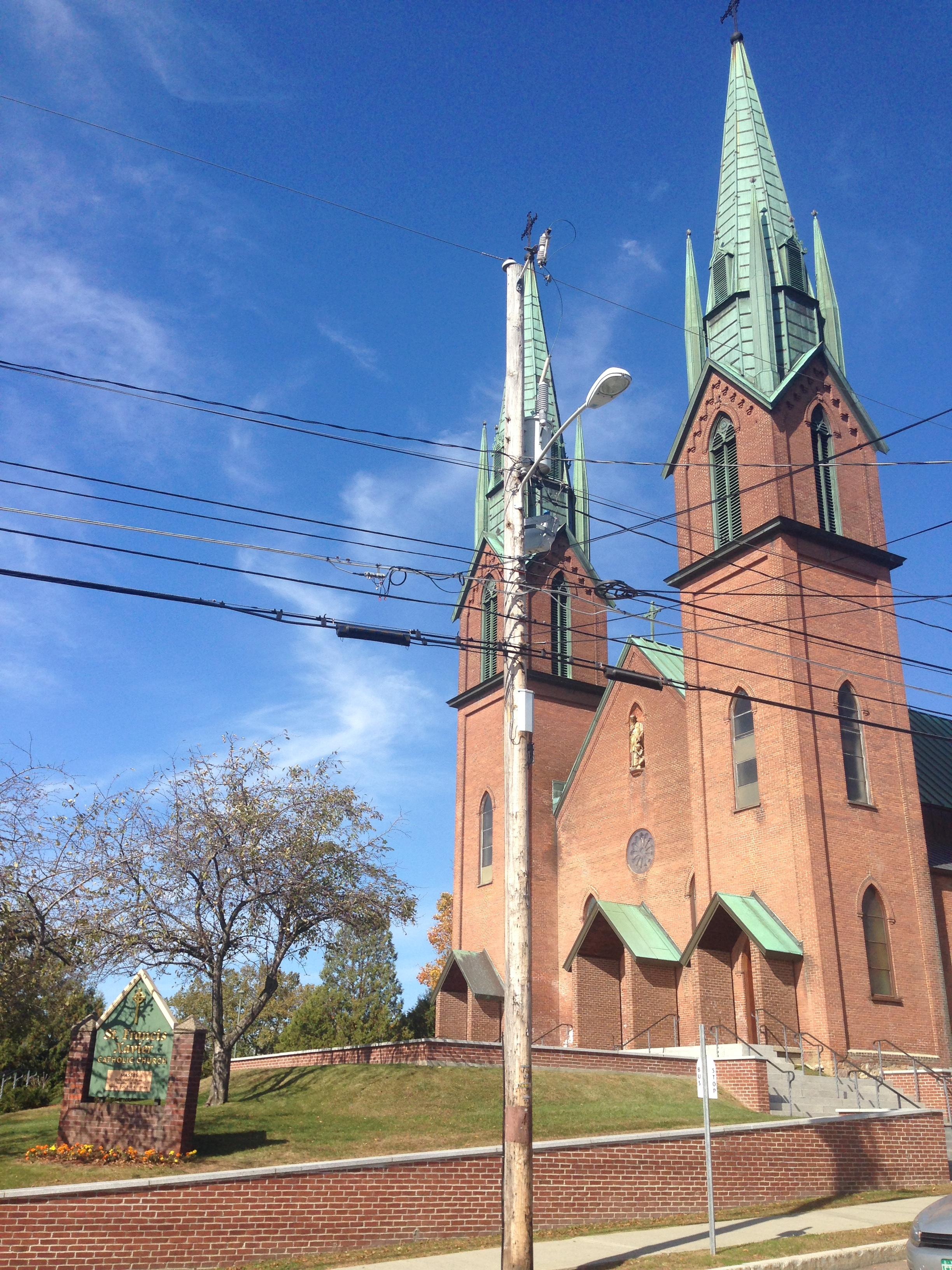
L'église Saint François Xavier, construite par le père Joseph Michaud.

Entre 1830 et 1930, des centaines de milliers de canadiens francophones se sont installés dans le Vermont et particulièrement dans et autour de Burlington, dont Winooski. En 1868, des sœurs originaires du Québec font construire le couvent Saint Louis (qui deviendra l'école Saint François Xavier) ainsi que l'église Saint François Xavier. Cette communauté s'assure de l'éducation et de la transmission en français, notamment grâce à l'utilisation et à la publication de manuels et livres scolaires en français.
Suivant ces installations au XIXe siècle, l'hôpital francophone «Fanny Allen» voit le jour en 1894 et, dix ans plus tard, le collège francophone Saint Michel.
Au XXIe siècle, la ville continue d'accueillir des francophones, du Canada, mais aussi de plusieurs pays africains, des caraïbes et d'Europe.
En 2024, la municipalité de Winooski reconnaît le mois de mars comme mois de célébration de la francophonie winooskienne.

## Source
- (en) Cet article est partiellement ou en totalité issu de l’article de Wikipédia en anglais intitulé « Winooski, Vermont » (voir la liste des auteurs).

1. ↑  David Savoie, « Quand le Vermont parlait français », sur radio-canada.ca, 16 avril 2023 (consulté le 8 avril 2024).
2. 1 2 3  https://winooskivt.gov/AgendaCenter/ViewFile/Item/8910?fileID=12722